# سوتکرنسک
سوتکَرنَسک یا شودکر نخستین بخش از اوستای ساسانی بوده‌است. در فصل چهارم از کتاب نهم دینکرد خلاصهٔ این نسک آمده که دارای ۲۲ فرگرد بوده‌است. می‌توان گفت شرح اصلی بهمن‌یشت مأخوذ از هفتمین فرگرد این نخستین نسک اوستایی است. از مباحث جالب توجه و مفصل این نسک، مطالبی پیرامون سرگذشت کرشاسپ و کی خسرو و کی کاووس بوده و هم چنین احتمال است که رسالهٔ پهلوی زند وهمن یسن فرگرد هفتم نسک اول بوده باشد.